# Dorothea Elisabeth Christiansdatter
Dorothea Elisabeth Christiansdatter (1. september 1629 på Kronborg – 18. marts 1687 i Köln) var datter af Christian 4. og hans hustru til venstre hånd Kirsten Munk. 
Omtales som den kasserede frøken, idet Christian 4. mistænkte Kirsten Munk for at have en affære med Rhingreve Ludvig af Salm, og ham for at være faderen. Ludvig af Salm synes dog ikke at have været i landet omkring undfangelsestidspunktet.
Dorothea Elisabeth indtrådte i et augustinerkloster i Köln i 1646.